# Карлаш, Виктор Николаевич
Ви́ктор Никола́евич Карлаш (6 марта 1948 — неизвестно, Николаев) — советский футболист, полузащитник.
В 1967—1972 годах играл за «Судостроитель» Николаев во второй группе класса «А» (1967—1969) и второй группе класса «А» / второй лиге (1970—1972). Полуфиналист Кубка СССР 1969.
В 1973 году — в составе «Звезды» Тирасполь.